# Megophyra pedanocerca
Megophyra pedanocerca är en tvåvingeart som beskrevs av Feng och Ma 2001. Megophyra pedanocerca ingår i släktet Megophyra och familjen husflugor.
Artens utbredningsområde är Sichuan (Kina). Inga underarter finns listade i Catalogue of Life.